# Nazva
NAZVA— галицько-донбаський український музичний гурт, створений у 2019 році Павлом Гоцом (м. Львів) та Ярославом Яровенком (м. Горлівка). Стиль самоідентифікують як «альтернативний етно-арт хаос». Музика гурту створюється грою на контрабасі, альті, клавішах та флор-томі. Починали свій творчий шлях як музичний театр, створюючи вистави про Розстріляне відродження та саундтреки до мистецьких виставок. Фіналісти Українського Нацвідбору на Євробачення-2024.
В 2023-му році їх трек «Сіґеле-Міґеле» був топ-1 в українському Shazam і налічує більше 7 мільйонів прослуховувань на платформах.

## Історія
Історія проєкту починається в 2019 році, коли до Павла Гоца звернувся його друг-художник Андрій Саган з пропозицією написати музику до кожної його картини для його виставки. При роботі над піснями гурт ще не був сформований, проте назву для нього Павло обрав, спираючись на своє захоплення фізикою.
“Фізика як нова магія і нова релігія сповідує те, що ми не можемо уявити, те, чому ми не придумали назву. І я подумав: точно, шо може бути крутіше, ніж назва — NAZVA? Ти не можеш уявити те, в чого немає назви, бо ти його не називаєш, а в нас назва є — NAZVA. Береш і уявляєш.”
В 2019 році Павло запросив до проєкту Ярослава Яровенка, з яким познайомився, граючи разом в гурті Joryj Kloc. Разом хлопці почали створювати аудіовізуальні вистави про Розстріляне Відродження. Так створилась вистава «Не болтай! Generation», в рамках якої вони створили пісню «Дракон», яку випустили, однак, лише 2023 року. 
2021 року гурт випустив на стримінгах свій перший сингл «Дрімота», написаний для однойменного показу  української дизайнерки Марії Старчак на Ukrainian Fashion Week-2021
2021 року виступали в «Дзизі», на фестивалях «Воргола» та «Ї». У серпні 2021 року брали участь у фестивалі «Respublica» та посіли третє місце у конкурсі молодих виконавців «Respublica Showcase — 2021».
1 грудня 2022 року гурт випустив дебютний альбом Nazva, до якого увійшли дев'ять композицій, зокрема «Сіґеле-міґеле» — пісня за місяць посіла перше місце в українському топі Shazam та набрала більше 4-х мільйонів прослуховувань на YouTube. На «Сіґеле-міґеле» зняли кліп: режисером виступив Олександр Хоменко, а у відео знялися учасники гурту Tember Blanche, журналістка та ведуча Олександра Гонтар, клавішник гурту O.Torvald Микола Райда та інші.
10 червня 2023 року дали перший сольний концерт у Києві, 18 липня — у Львові.
23-го червня того ж року випустили мініальбом «Феномен Івасюка», в якому переспівали три пісні композитора: «Краса», «Капелюх» і «Водограй». Усі вони увійшли до документального фільму Віталія Гордієнка «Феномен Івасюка». Цей реліз гурту став першим на лейблі «POMITNI».
25-го серпня презентували пісню «НА ДНО», яку написали у співпраці з виконавицею Мариною Круть. Сам кліп знімався у домі Івана Франка, адже він — один з тих, хто в українській літературі найяскравіше описав трикстерів, створивши образи Захара Беркута і Лиса Микити, тому у самому кліпі багато відсилок до них. На знак пошани до творчості Франка гурт випустив кліп напередодні його дня народження.

13-го жовтня 2023-го року презентували альбом співпраць «ГУРМА», в ньому задіяно більше ніж 20 митців, серед яких пісні з артистами: Андрій Бармалій, Tember Blanche, Юлія Юріна, Renie Cares, Гордій Старух та Артистка Чуприненко. Також до альбому увійшла пісня з Мариною Круть «НА ДНО». На кожному зі скітів є Пан Роман, а також залучили шеф-кухаря Євгена Клопотенка, YouTube-блогерів Віталія Гордієнка, Поліну Майко, Андрія Шимановського та Данила Повара. Альбом планують доповнити фільмованою історією, яка складатиметься з 8 кліпів.
Слово «гурма» — подібне за значенням до «юрма» або «юрба» — угрупування людей або ж спільности, які прагнуть однієї цілі та зайняті однією справою.
В 2023-му році гурт NAZVA став фіналістом Національного Відбору Євробачення-2024. 3 лютого 2024 року з піснею «SLAVIC ENGLISH» виступили у фіналі, зайнявши одинадцяту сходинку таблиці.

## Склад
- Павло Гоц — вокал, контрабас, клавіша, флортом
- Ярослав Яровенко — альт, вокал[20][21]

## Дискографія

### Альбоми
- Nazva (2022)[1]
- ГУРМА (2023)[22]
- Паросток (2024)[23]

### Мініальбоми
- «Феномен Івасюка» (2023)[10]

### Сингли
- «Дрімота» (2021)[1]
- «Тихо-тихо» (2022)
- «Донбас» (2022) youtube
- «Дракон» (2023) youtube
- «На дно» (2023)[9] youtube
- «SLAVIC ENGLISH» (2024)[24]
- «Чужію я» (2024) [25]
- «На Краю Світів» (OST «На Краю Світів») (2024)[26]

## Номінації
- MUZVAR AWARDS — «Найкращі нові імена альтернативної музики» (2023)[27]
- MEGOGO MUSIC AWARDS — «Етнофольк-артист(ка) року»; «Колаба року» (2023)[28]
- ЗОЛОТА ЗОРЯ ЛІРУМ — «Найкращий кліп»; «Найкращий гурт» (2024)[29]
- Jager Music Awards – перемога в «Колаба року»; номінація в «Майстерність: сучасні пісні» (2024)[30]